# Homes Llúdriga
Homes Llúdriga és un grup de rap amb forta influència de la música negra, originàriament creat per Acid Lemon (productor i DJ d'altres projectes com Lágrimas de Sangre o Vito) i l'Autèntic Home Llúdriga -EseGé- (MC membre d'Herbasius i LaidBack Villains) dins l'entorn del col·lectiu Blancs Wutan a Barcelona, l'any 2014.
Després d'alguns singles Homes Llúdriga va publicar el seu primer EP Rainy night in Vallcarca. L'abril de 2015 van col·laborar en el disc de Lágrimas de Sangre Si uno no se rinde, amb la cançó Irreal materia.
L'any 2016 van fusionar-se amb l'MC vallesà Kovitch i la seva banda: Yaron Hurter Weida (bateria), Canut (guitarra), Gerard Cassola (baix), Pau Escutia (teclats), DJ Q-Est i la pintora Sigrid Amores, amb els qui van treballar la seva segona referència Keep it Llúdriga (abril 2017). El novembre de 2016, els dos MCs de la banda, Kovitch i l'Autèntic Home Llúdriga, van col·laborar en el disc de Lágrimas de Sangre Viridarquia, amb la cançó Suscritos al miedo.
El febrer del 2018, la formació va publicar un maxi single anomenat Dones Llúdriga (2018), que compta amb les col·laboracions vocals de Sophie Glesius (Henriette), Nereyda (Tfc Prods.) i Clara Rueda (RedBlend). El treball ha sonat a programes de ràdio com La Cuarta Parte (radio 3), BlackCorbDay, 7 pulgadas de radio 5 o Negra Nit, i ha sigut destacat a revistes com MondoSonoro, enderrock o FunkMamma, entre d'altres. L'abril de 2018, van aparèixer en el videoclip Los Borbones són unos ladrones, on col·laboren amb elphomega, Frank T, La Raíz, Los Chikos del Maíz, Tribade rap, Ira, Machete en Boca, Def Con Dos, Noult, ZOO, Rapsusklei i Sara Hebe, amb l'objectiu de denunciar la reculada en drets tan bàsics com la llibertat d'expressió. Tot emmarcat en la campanya de solidaritat amb alguns represaliats per la justícia en aquest àmbit com Valtònyc, Pablo Hasél o La Insurgencia. La cançó va fer-se viral i tendència a Youtube. Ja quasi té quatre milions de reproduccions.
El juliol de 2018 van publicar el single Tot això és de debò, que va estar encarregada per ser la cançó de l'estiu d'iCat. El setembre de 2018, van col·laborar al disc de Senyor Oca Cant de Pagès, amb una cançó anomenada Llamantolada, de la que més tard en farien el videoclip.